# Sainte-Néomaye
Sainte-Néomaye ist eine französische Gemeinde mit 1353 Einwohnern (Stand 1. Januar 2022) im Département Deux-Sèvres in der Region Nouvelle-Aquitaine. Sie gehört zum Arrondissement Niort und zum Kanton Saint-Maixent-l’École.

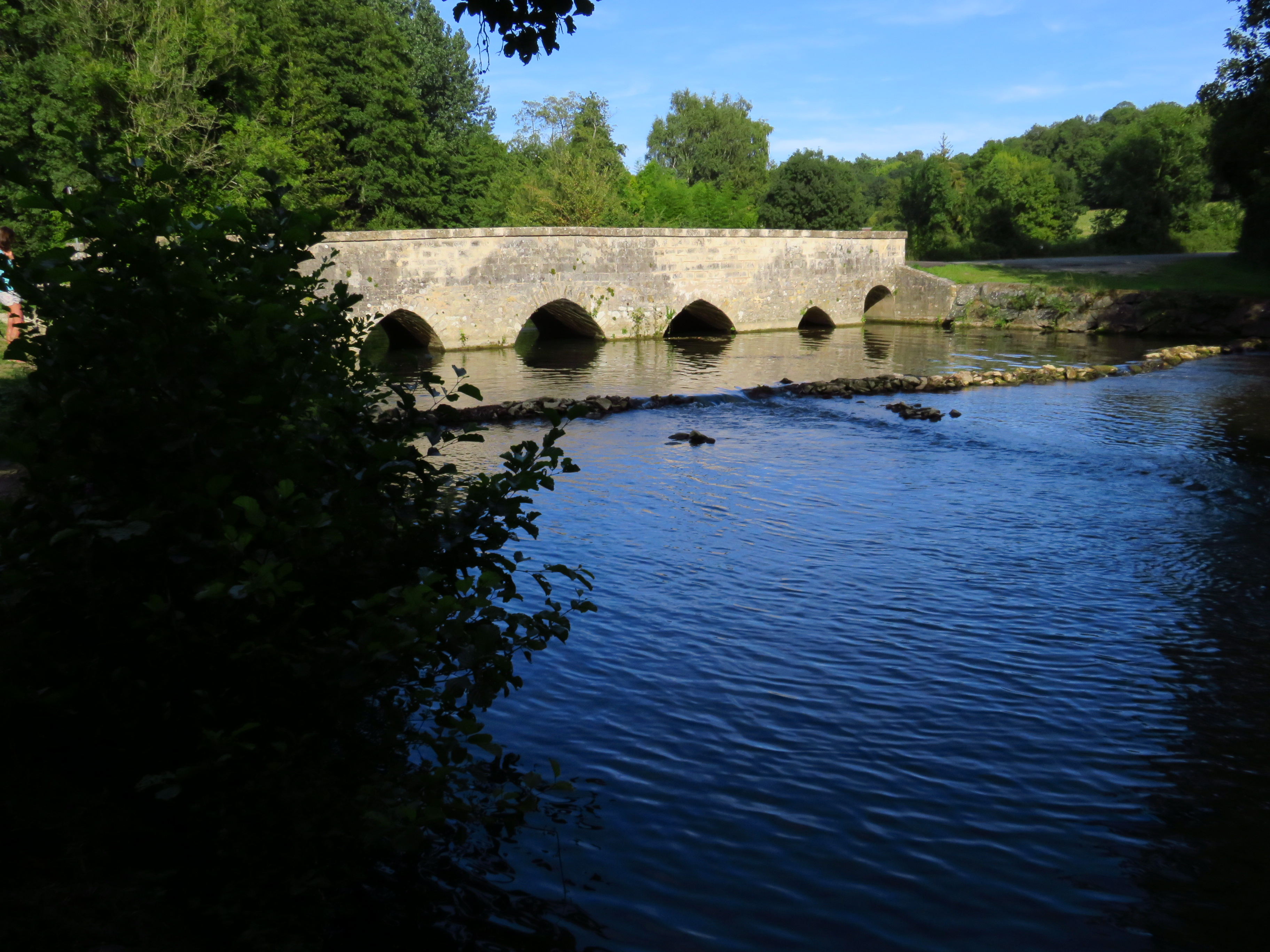
Pont neuf

## Bevölkerungsentwicklung
- 1962: 0532
- 1968: 0577
- 1975: 0566
- 1982: 0642
- 1990: 0697
- 1999: 0843
- 2005: 1125

## Sehenswürdigkeiten
- Romanische Kirche (12. Jahrhundert)
- Schloss La Fontenelle (19. Jahrhundert)
- Schloss Sainte-Néomaye (19. Jahrhundert) (mit älteren Teilen)